# Real Zamora
El Real Zamora fue un equipo de fútbol profesional mexicano de la ciudad de Zamora, Michoacán. Fue fundado el 22 de agosto de 2009 y jugó sus partidos de local en el Estadio Zamora. Participó en la Serie A de la Segunda División de México, la Liga Premier. Sin embargo, el equipo decidió no disputar la temporada 2019-20 debido a la falta de infraestructura deportiva para aspirar al ascenso de división. Para la temporada 2020-21, la franquicia del club fue llevada en préstamo al Estado de Hidalgo, en donde pasó a llamarse Azores de Hidalgo Fútbol Club.
Luego de competir por cinco temporadas en la Tercera División de México, en el año 2014 consiguió su ascenso a la Serie B y solo dos años después a la Serie A.

## Historia

### Origen
El antecedente directo del Real Zamora fue el club Real Cavadas de La Piedad, Michoacán. Al finalizar la primera mitad de la temporada 2008-09 de la Tercera División de México, Pablo Gutiérrez Galván adquirió el equipo y cambió su sede a la ciudad de Zamora. El 24 de enero de 2009 juega su primer partido en la Unidad Deportiva El Chamizal frente a la Universidad Autónoma de Zacatecas, sin embargo, el club disputó el resto del torneo bajo el mismo nombre.
Para la temporada 2009-10, se realiza el cambio de nombre por Real Zamora y el equipo queda fundado oficialmente el día 22 de agosto de 2009 en su debut enfrentando a los Leones Rojos del Instituto Oviedo, a los que derrotaría por un gol.

### El primer ascenso
En su quinta temporada en la Tercera División, califica a la Liguilla de Ascenso al terminar en la tercera posición de su grupo con 81 puntos y solo 3 derrotas en 34 partidos. Ya en la etapa final dejó fuera a los Peces Blancos de Pátzcuaro, Cocula, Salamanca, Atlético San Francisco y Deportivo Las Varas para instalarse en la final frente al Club Pachuca. El conjunto zamorano pierde la final por un marcador global de 2 a 8 y se proclama subcampeón de la temporada 2013-14, por lo que pierde la oportunidad de ascender directamente a la Serie A y obtiene la promoción a la Serie B de la Segunda División.
Para el torneo Apertura 2015 de la Serie B, el club termina en la segunda posición del Grupo 1, solo por debajo del Club Uruapan. En la fase de Liguilla, enfrenta en cuartos de final a los Tigrillos de Chetumal, a los que derrota con un global de 3 a 0. Su siguiente rival en semifinales es el Cuautla, con el que empataría a 2 goles en el global pero avanzaría debido a su mejor posición en la tabla general; así llega a la final la cual pierde con Correcaminos de la UAT "B" con un global de 1 a 0 y se queda a un paso de calificar a la final decisiva por el ascenso.

### Promoción a la Serie A
En el Clausura 2016 el equipo logra el liderato general con 27 puntos y califica a la fase final. En la etapa de cuartos de final enfrenta a La Piedad y los derrota con un global de 5 a 1. En semifinales elimina al Club Satélites con un global de 6 a 4 y se clasifica a la final contra el Sporting Canamy, al cual derrotaría en el partido de ida 2 a 0 y en el partido de vuelta 2 a 1. Es así que, al ser campeón del Clausura 2016, se enfrentaría nuevamente a los Correcaminos de la UAT "B", pero esta vez en la final de ascenso a la Serie A. El enfrentamiento de ambos campeones de temporada fue una contundente victoria con marcador global de 7 a 1 a favor del Real Zamora; de esta forma el club lograría su promoción a la Serie A solo dos años después de su primer ascenso.
Después del ascenso se autorizaron recursos del gobierno federal y municipal para avanzar la obra del Estadio Zamora y lograr el aforo requerido por la Federación Mexicana de Fútbol de 15.000 espectadores en un futuro. El 22 de junio de 2017 se anuncia que Promotora Valladolid, la cual encabeza Heriberto Morales, adquiere el 30 por ciento del equipo; no obstante, esta sociedad solo se mantendría durante un año futbolístico.
Para el ciclo 2018-19 vuelven los torneos largos a la categoría, y con ello una reestructuración en el equipo. José Trinidad Melgoza, quien formaba parte del patronato de los Reboceros de La Piedad, al tener conflictos de interés con los otros dueños decide mudar el proyecto del mencionado club para unirlo con el del conjunto zamorano, incluyendo futbolistas y cuerpo técnico, y él pasando a ser socio mayoritario además de tomar la vicepresidencia del equipo; es así, que se unen al plantel jugadores de la talla de Diego Gama, Jesús Daniel García o Giovani Casillas. También, en esta temporada se crearía un equipo de fuerzas básicas para competir en la Tercera División, sin embargo, el cuadro aparecería registrado bajo el nombre Queseros de San José, pues se alquiló esta franquicia para participar en la categoría.

### Actualidad
El 27 de junio de 2019 se anunció que la franquicia del equipo fue congelada durante un año futbolístico debido al incumplimiento de la infraestructura deportiva requerida por la Liga Premier de México, el periodo sin actividad fue reservado para realizar las mejoras necesarias para el cumplimiento de la regulación y de esta manera optar al ascenso a una categoría superior. Para la temporada 2020-21 debido a problemas económicos que dificultaron el regreso del club a Zamora, su franquicia sale en préstamo, por lo que se mantuvo el congelamiento del Real Zamora como club en espera de cualquier decisión futura, ya que al tratarse de un préstamo de franquicia, esta tiene derecho a ser adquirida por el club que la utiliza.
Luego de varios años bajo la administración de los clubes Azores de Hidalgo e Inter de Querétaro, en junio de 2024 la franquicia del Real Zamora volvió a aparecer en la Liga Premier de México, apareciendo de manera inicial en la Serie A, aunque con una administración diferente a la original y teniendo su sede en el Estado de México, en ese momento un club denominado Bucaneros de Zitácuaro aseguró ser la propietaria y operadora del nombre Real Zamora, sin embargo, la Liga rechazó el movimiento. En agosto el equipo fue recolocado en la Serie B y fue trasladado a La Piedad.

## Uniforme
- Uniforme titular: Camiseta amarilla con detalles en negro, pantalón negro, medias negras.
- Uniforme alternativo: Camiseta blanca con detalles en morado, pantalón blanco, medias blancas.

| Primer Uniforme | Segundo Uniforme |

### Uniformes anteriores
- 2017-18

| Primer Uniforme | Segundo Uniforme |

- 2016-17

| Primer Uniforme | Segundo Uniforme |

- 2009-10

| Primer Uniforme |

## Estadio
El Estadio Zamora es el inmueble dónde el equipo juega de local desde el 1 de octubre de 2016. Conocido también con el sobrenombre de Coloso de La Beatilla, fue remodelado para cumplir los requerimientos solicitados por la Federación Mexicana de Fútbol y albergar los juegos del Real Zamora a partir de la temporada 2016-17 en la Serie A, después de su ascenso de la Serie B en la temporada 2015-16. Ubicado en la ciudad de Zamora de Hidalgo, cuenta con una capacidad de 7200 espectadores, pero se espera en un futuro ampliarlo a 15.000.

## Datos del club
- Temporadas en Primera División: 0.
- Temporadas en Liga de Ascenso: 0.
- Temporadas en Segunda División: 9 (5 en Serie A y 4 en Serie B).
- Temporadas en Tercera División: 5.
- Mayor goleada conseguida:
  - En Segunda División: 9-0 frente a Llaneros de Guadalupe Victoria (Fecha 10, Clausura 2016).[21]
  - En Tercera División: 9-0 frente a Lobos de San Luis (Fecha 1, 2011-12)[22] y 9-0 frente a Gallos de Aguascalientes (Fecha 32, 2012-13).[23]
- Mayor goleada recibida:
  - En Segunda División: 2-6 frente a Necaxa (Fecha 7, Apertura 2014).[24]
  - En Tercera División: 2-7 frente a Pachuca (Final, 2013-14).[25]

### Estadísticas por competición
| Competición                | P.J. | P.G. | P.E. | P.P. | G.F. | G.C. | Mejor resultado |
| -------------------------- | ---- | ---- | ---- | ---- | ---- | ---- | --------------- |
| Serie A de México          | 93   | 31   | 26   | 36   | 124  | 131  | 15.º            |
| Serie B de México          | 64   | 35   | 18   | 11   | 118  | 65   | Campeón         |
| Ascenso de la Serie B      | 2    | 2    | 0    | 0    | 7    | 1    | Campeón         |
| Tercera División de México | 196  | 117  | 43   | 36   | 438  | 196  | Subcampeón      |
| Total                      | 355  | 185  | 87   | 83   | 687  | 393  | 2 Campeonatos   |

Nota: En negrita competiciones activas. Estadísticas actualizadas al último partido jugado el 20 de abril de 2019.

## Palmarés

### Títulos nacionales
| Competición nacional                 | Títulos        | Subcampeonatos |
| ------------------------------------ | -------------- | -------------- |
| Serie B de México (1/1)              | Clausura 2016. | Apertura 2015. |
| Campeón de Ascenso de la Serie B (1) | 2015-16.       |                |
| Tercera División de México (0/1)     |                | 2013-14.       |
| Copa Conecta (0/1)                   |                | 2025           |